# 基切斯區
基切斯區（西班牙語：Distrito de Quiches），是秘魯的一個區，位於該國北部安卡什大區的錫瓦斯省，始建於1914年10月7日，面積146.98平方公里，海拔高度3,012米，2005年人口2,809，人口密度為每平方公里19人。